# Représentations diplomatiques de la Tunisie
Les représentations tunisiennes dans le monde sont les sièges des ambassadeurs de la Tunisie auprès des pays étrangers.
En janvier 2021, la Tunisie compte 61 ambassades, neuf consulats généraux et quinze consulats.

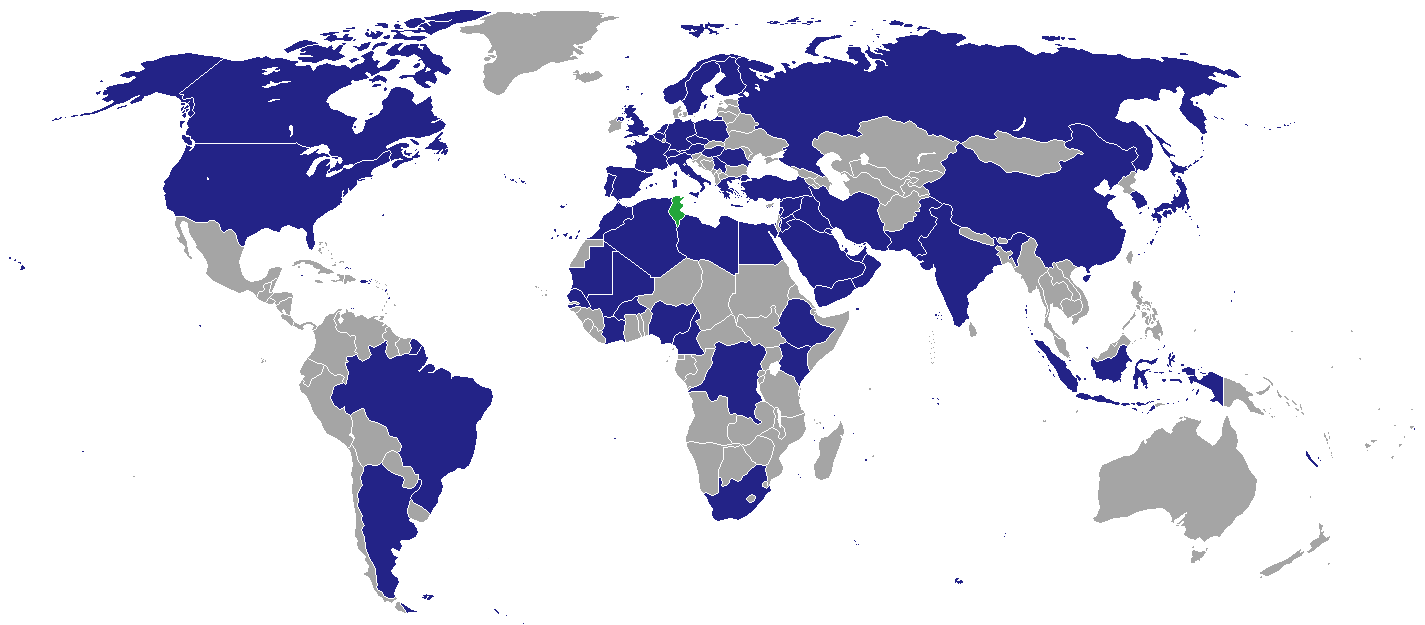
Représentations tunisiennes dans le monde.
Tunisie
Pays où la Tunisie dispose d'une ambassade
Autres territoires

## Réseau diplomatique
| Pays                             | Ville        | Ambassade/Consulat | Ambassadeur/Consul        | Autres pays d'accréditation | Image                                      |
| -------------------------------- | ------------ | ------------------ | ------------------------- | --- | ------------------------------------------ |
| Afrique du Sud                   | Pretoria     | Ambassade          | Karima Bardaoui           | Lesotho - Maurice - Malawi - Namibie - Burundi - Angola - Zambie - Zimbabwe - Mozambique - Eswatini                            |                                            |
| Algérie                          | Alger        | Ambassade          | Romdhan Al-Fayed          | - |                                            |
| Algérie                          | Annaba       | Consulat           | Salah Chebbi              | - |                                            |
| Algérie                          | Tébessa      | Consulat           | Belgacem Ayari            | - |                                            |
| Allemagne                        | Berlin       | Ambassade          | Wassef Chiha              | - | Ambassade de Tunisie en Allemagne          |
| Allemagne                        | Bonn         | Consulat général   | Hafedh Ben Romdhane       | - | Consulat général de Tunisie à Bonn         |
| Allemagne                        | Hambourg     | Consulat           |                           | - |                                            |
| Allemagne                        | Munich       | Consulat           | Mohsen Sebaï              | - |                                            |
| Arabie saoudite                  | Riyad        | Ambassade          | Hichem Fourati            | - |                                            |
| Arabie saoudite                  | Djeddah      | Consulat général   | Habib Ayed                | - |                                            |
| Argentine                        | Buenos Aires | Ambassade          | Mohamed Ali Ben Abid      | Uruguay - Chili |                                            |
| Autriche                         | Vienne       | Ambassade          | Samia Ilhem Ammar         | Slovénie - Bosnie-Herzégovine - Croatie - Slovaquie - AIEA - ONUDI - OSCE                                                      | Ambassade de Tunisie au Autriche           |
| Bahreïn                          | Manama       | Ambassade          | Slim Ghariani             | - |                                            |
| Belgique                         | Bruxelles    | Ambassade          | Sahbi Khalfallah          | Union européenne - Luxembourg                                                                                                  | Ambassade de Tunisie en Belgique           |
| Belgique                         | Bruxelles    | Consulat           | Amel Ben Salah            | - |                                            |
| Brésil                           | Brasilia     | Ambassade          | Nabil Lakhal              | - |                                            |
| Burkina Faso                     | Ouagadougou  | Ambassade          | Mounir Jemni              | - |                                            |
| Cameroun                         | Yaoundé      | Ambassade          | Mohamed Karim Ben Bécheur | Sao Tomé-et-Principe - Tchad - République centrafricaine - Gabon - Guinée équatoriale                                          |                                            |
| Canada                           | Ottawa       | Ambassade          | Lassaad Boutara           | Cuba | Ambassade de Tunisie au Canada             |
| Canada                           | Montréal     | Consulat           | Lamia Kedadi Siala        | - |                                            |
| Chine                            | Pékin        | Ambassade          | Adel Alaraby              | Vietnam - Cambodge - Corée du Nord - Laos                                                                                      |                                            |
| Corée du Sud                     | Séoul        | Ambassade          | Kais Darragi              | - |                                            |
| Côte d'Ivoire                    | Abidjan      | Ambassade          | Zied Saâdaoui             | Togo |                                            |
| Égypte                           | Le Caire     | Ambassade          | Mohamed Ben Youssef       | Ligue arabe |                                            |
| Émirats arabes unis              | Abou Dabi    | Ambassade          | Vacant                    | - |                                            |
| Émirats arabes unis              | Dubaï        | Consulat           | Vacant                    | - |                                            |
| Espagne                          | Madrid       | Ambassade          | Fatma Omrani              | - |                                            |
| États-Unis                       | Washington   | Ambassade          | Hanen Tajouri Bessassi    | Mexique - Venezuela | Ambassade de Tunisie aux États-Unis        |
| Éthiopie                         | Addis-Abeba  | Ambassade          | Abdelhamid Gharbi         | Madagascar - Ouganda - Seychelles - Tanzanie - Comores - Union africaine                                                       |                                            |
| Finlande                         | Helsinki     | Ambassade          | Nabiha Hajjeji            | - |                                            |
| France                           | Paris        | Ambassade          | Dhia Khaled               | Monaco | Ambassade de Tunisie à Paris               |
| France                           | Paris        | Consulat général   | Ridha Gharsallaoui        | - | Consulat général de Tunisie à Paris        |
| France                           | Lyon         | Consulat général   | Nader Bousrih             | - | Consulat de Tunisie à Lyon                 |
| France                           | Marseille    | Consulat général   | Seifeddine Fliss          | - |                                            |
| France                           | Nice         | Consulat général   | Kamel Ben Hassine         | - |                                            |
| France                           | Grenoble     | Consulat           | Soumaya Zoraï Chaâbani    | - |                                            |
| France                           | Montpellier  | Consulat           |                           | - |                                            |
| France                           | Pantin       | Consulat           | Mohamed Habib Sassi       | - | Consulat de Tunisie à Pantin               |
| France                           | Strasbourg   | Consulat           | Raouf Mradaa              | - |                                            |
| France                           | Toulouse     | Consulat           | Ali Ezzeddini             | - |                                            |
| Grèce                            | Athènes      | Ambassade          | Souad Trabelsi            | Albanie |                                            |
| Inde                             | New Delhi    | Ambassade          | Hayat Talbi               | Maldives - Népal - Sri Lanka                                                                                                   |                                            |
| Indonésie                        | Jakarta      | Ambassade          | Mohamed Trabelsi          | Australie - Malaisie - Philippines - Thaïlande - Brunei - Singapour                                                            |                                            |
| Irak                             | Bagdad       | Ambassade          | Chokri Ltaïef             | - |                                            |
| Iran                             | Téhéran      | Ambassade          | Imed Rahmouni             | - |                                            |
| Italie                           | Rome         | Ambassade          | Mourad Bourehla           | Chypre |                                            |
| Italie                           | Rome         | Consulat           | Chokri Sebri              | - |                                            |
| Italie                           | Milan        | Consulat général   | Khalil Jendoubi           | - |                                            |
| Italie                           | Gênes        | Consulat           | Omar Amine Abdallah       | - |                                            |
| Italie                           | Naples       | Consulat           | Beya Abdelbaki            | - |                                            |
| Italie                           | Palerme      | Consulat           | Jalel Ben Belgacem        | - |                                            |
| Italie                           | Bologne      | Consulat           | Afif Traouli              | - |                                            |
| Hongrie                          | Budapest     | Ambassade          | Abdelkrim el-Hermi        | - |                                            |
| Japon                            | Tokyo        | Ambassade          | Ahmed Chafra              | - | Ambassade de Tunisie au Japon              |
| Jordanie                         | Amman        | Ambassade          | Moufida Zribi             | - |                                            |
| Kenya                            | Nairobi      | Ambassade          | Hatem Landolssi           | - |                                            |
| Koweït                           | Koweït       | Ambassade          | Mohamed Karim Boudali     | - |                                            |
| Liban                            | Beyrouth     | Ambassade          | Bouraoui Limam            | - |                                            |
| Libye                            | Tripoli      | Ambassade          | Assad Ajili               | |                                            |
| Libye                            | Benghazi     | Consulat           | vacant                    | - |                                            |
| Mali                             | Bamako       | Ambassade          | Khemaies Mestiri          | Niger |                                            |
| Malte                            | La Valette   | Ambassade          | Zouhair Bouras            | - |                                            |
| Maroc                            | Rabat        | Ambassade          | Mohamed Ben Ayed          | - |                                            |
| Mauritanie                       | Nouakchott   | Ambassade          | Sabri Chaabani            | - |                                            |
| Nigeria                          | Abuja        | Ambassade          | Mohssef Antit             | Communauté économique des États de l'Afrique de l'Ouest - Liberia - Sierra Leone - Ghana - Bénin                               |                                            |
| Norvège                          | Oslo         | Ambassade          | Amel Ben Younes           | - | Ambassade de Tunisie en Norvège            |
| Oman                             | Mascate      | Ambassade          | Ezzedine Al-Tiss          | - |                                            |
| Pakistan                         | Islamabad    | Ambassade          | Borhene Kamel             | Afghanistan - Bangladesh |                                            |
| Palestine                        | Ramallah     | Ambassade          | Habib Ben Farah           | - |                                            |
| Pays-Bas                         | La Haye      | Ambassade          | Skander Denguezli         | Danemark |                                            |
| Pologne                          | Varsovie     | Ambassade          | Taoufik Chebbi            | Lituanie - Lettonie - Estonie                                                                                                  | Ambassade de Tunisie en Pologne            |
| Portugal                         | Lisbonne     | Ambassade          | Naoufel Hdia              | - |                                            |
| République démocratique du Congo | Kinshasa     | Ambassade          | Mehrez Ferchichi          | République du Congo - Rwanda                                                                                                   |                                            |
| République tchèque               | Prague       | Ambassade          | Yosra Souiden             | - | Ambassade de Tunisie en République tchèque |
| Qatar                            | Doha         | Ambassade          | Farhad Khalif             | - |                                            |
| Roumanie                         | Bucarest     | Ambassade          | Sami Nagga                | - | Ambassade de Tunisie en Roumanie           |
| Royaume-Uni                      | Londres      | Ambassade          | Yassine Eloued            | Irlande | Ambassade de Tunisie au Royaume-Uni        |
| Russie                           | Moscou       | Ambassade          | Tarek Ben Salem           | Ouzbékistan - Turkménistan - Ukraine - Géorgie - Arménie - Azerbaïdjan - Biélorussie - Kirghizistan - Kazakhstan - Tadjikistan | Ambassade de Tunisie en Russie             |
| Sénégal                          | Dakar        | Ambassade          | Rachid Saïdani            | Cap-Vert - Gambie - Guinée-Bissau - Guinée                                                                                     |                                            |
| Serbie                           | Belgrade     | Ambassade          | Imen Ajili Ammari         | Monténégro - Bulgarie |                                            |
| Soudan                           | Khartoum     | Ambassade          | Chafik Hajji              | - |                                            |
| Suède                            | Stockholm    | Ambassade          | Riadh Ben Slimane         | Islande | Ambassade de Tunisie en Suède              |
| Suisse                           | Berne        | Ambassade          | Tarek Bettaïeb            | Vatican | Ambassade de Tunisie en Suisse             |
| Syrie                            | Damas        | Ambassade          | Mohamed Mhadhbi           | - |                                            |
| Turquie                          | Ankara       | Ambassade          | Ahmed Ben Sghaier         | Moldavie | Ambassade de Tunisie en Turquie            |
| Turquie                          | Istanbul     | Consulat général   | Hédi Malek                | - |                                            |
| Yémen                            | Sanaa        | Ambassade          | vacant                    | Somalie - Djibouti |                                            |
| Organisation des Nations unies   | New York     | Mission permanente | Tarek Ladeb               | - |                                            |
| Organisation des Nations unies   | Genève       | Mission permanente | Sabri Bachtobji           | - |                                            |
| Unesco                           | Paris        | Mission permanente | Ghazi Gherairi            | - |                                            |